# Mastí espanyol
El mastí espanyol o mastí lleonès és una raça canina de mida gran originària d'Espanya. Va ser especialment abundant a Cantàbria, Castella i Lleó, Extremadura i Castella-la Manxa. Tenen un temperament equilibrat que els fa ser bons gossos de companyia però que mantenen el seu instint guardià.
Són gossos de gran corpulència i de gran alçada havent-hi exemplars que superen els 120 kg de pes. Presenten un cap gran i massís amb llavis carnosos i penjants. El seu pelatge és abundant i d'una llargària mitjana, presentant-se en diversos colors com el lleonat, tigrat, marfil, gris i negre principalment. El seu lladruc és greu i profund imposant respecte entre els qui ho escolten.
En el passat eren utilitzats com a guardians de ranxos i hisendes aïllades, i gossos de guarda per protegir els ramats de l'atac del llop. Durant segles, el mastí ha acompanyat els ramats d'ovelles transhumants que recorrien les canals travessant de nord a sud la península Ibèrica, defensant el bestiar de l'atac del llop; el mastí comptava amb la protecció de la seva abundant papada així com amb carlancas o carranclas, espècie de collars gruixuts de metall amb punxes. En alguns llocs és conegut com a gos meriner per acompanyar el bestiar oví de raça merina.
A finals del segle xix, amb la desaparició de la Mesta i dels trasllats de bestiar, el mastí va sofrir un retrocés, que es va accentuar durant el segle xx, i de forma més dràstica després de la Guerra Civil espanyola i el seu consegüent període d'escassetat.
El primer patró racial del mastí fou realitzat per la Fédération Cynologique Internationale (FCI) el 1946, basant-se en les característiques de tres exemplars del centre d'Espanya; aquests exemplars eren del tipus lleuger, que fins i tot quedaven a les explotacions ramaderes i també eren usats per a la cacera.
El 1981 es va crear l'Associació espanyola del gos mastí espanyol, que va organitzar un programa de cria buscant el tipus de mastí gran i fort de temps passats i va redactar un nou patró racial.